# Представление Лакса
Представление Лакса — используемое в теории интегрируемых систем представление уравнений системы в виде уравнения Лакса для пары зависящих от времени операторов, называемой парой Лакса. Преимущество такого представления в том, что если удалось записать уравнения в таком виде, то автоматически получается набор первых интегралов движения.
Пара Лакса — пара операторов {\displaystyle L(t),P(t)}, зависящих от времени, действующих на заданном гильбертовом пространстве и удовлетворяющих уравнению Лакса:
{\displaystyle {\frac {dL}{dt}}=[P,L]}.
В таком случае величины {\displaystyle \operatorname {tr} L^{k}} являются (возможно не все независимыми) первыми интегралами движения.
Представление изначально предложено Питером Лаксом в контексте теории солитонов. Например, уравнение Кортевега — де Фриза:
{\displaystyle u_{t}=6uu_{x}-u_{xxx}}
может быть представлено посредством пары:
{\displaystyle {\begin{aligned}L&=-\partial _{x}^{2}+u,\\P&=-4\partial _{x}^{3}+6u\partial _{x}+3u_{x}\end{aligned}}}.
Множество {\displaystyle \operatorname {tr} L^{k}} даёт при этом счётный набор сохраняющихся величин.
Многие другие системы также могут быть записаны в виде представления Лакса, например уравнение синус-Гордона, цепочка Тоды, волчок Ковалевской, уравнение Кадомцева — Петвиашвили и так далее.